# Sân bay Førde, Bringeland
Sân bay Førde, Bringeland (IATA: FDE, ICAO: ENBL) (tiếng Na Uy: Førde lufthavn, Brigeland) là một sân bay của Na Uy, nằm ở khu vực có độ cao 400 mét trên mực nước biển tại Bringelandsåsen ở đô thị Gaular, Na Uy. Máy bay hoạt động ở đay là loại Dash 8 của hãng hàng không Widerøe với tuyến bay nối với Bergen và Oslo. Sân bay có cự ly khoảng 16 km so với Førde và đã phục vụ 66 928 lượt khách năm 2005.
Sân bay đầu tiên ở Førde được khai trương năm 1971 và tọa lạc ở Øyrane thuộc Førde, giữa khu công nghiệp nhưng do vị trí này chật nên một sân bay mới đã được xây ở Bringeland và khai trương ngày 30 tháng 8 năm 1986.

## Các hãng hàng không và tuyến bay
- Widerøe (Bergen, Oslo)